# Vápno (okres Pardubice)
Obec Vápno (německy Wapno) se nachází v okrese Pardubice, kraj Pardubický, necelých 7 km severně od Přelouče a 8 km jihovýchodně od Chlumce nad Cidlinou. Leží na samé západní hranici pardubického okresu a spadá do Východolabské tabule. Zdejší obec bývala centrem kulturního života (vč. školství již od roku 1738) pro desítku okolních obcí. Dnes tu v 50 domech žije 128 obyvatel. Své služby nabízí pošta a základní škola.

## Historie

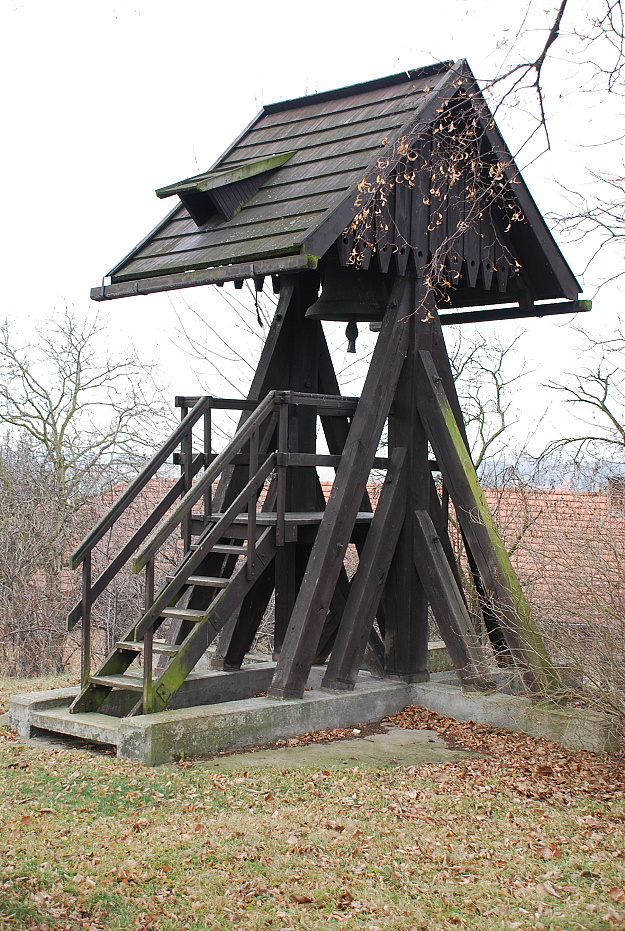
Dřevěná zvonice

První písemná zmínka je z roku 1337, ale podle různých nálezů a dalších souvislostí vzniklo mnohem dřív. Řada dokladů o osídlení tohoto území pochází i z doby laténské (4.–1. století př. n. l.). Z této doby pocházejí i nálezy z bronzu v kombinaci se železem z okolí Chlumce nad Cidlinou, od něhož je obec vzdálena asi 10 km. Osídlení pokračovalo i dále v tzv. římské době (až do 4. století), kdy bylo keltské obyvatelstvo vystřídáno germánským.
Po přetržce ve vývoji osídlení v době tzv. stěhování národů začíná zhruba od 5. – 6. století nová vývojová etapa, spojená s usazováním slovanského obyvatelstva, která pak plynule navazuje na raně středověké období. Pocidliní se spolu s celými severovýchodními Čechami stalo doménou silného kmene Charvátů. Je obecně přijímáno, že toto území patří do nejstaršího sídelního území Čech.
Místní jméno Vápno vzniklo z podstatného jména vápno = vápenný kámen nebo vápenná zem i vápno pálené. Obec Vápno je poprvé připomínána v Reliquiae tabularum terrae, což jsou pozůstatky desk zemských: „1337 Vápna vsi...“, v dalších dokladech je uvedeno: „1369 Cymentum, wapno;... 1384–1399 Cementum alias wapno; 1379 villa Wapno“.
Více doložitelná historie vlastní obce ovšem sahá až do roku 1738. Stará farní pamětní kniha připomíná, že v tomto roce byla zbudována škola. Za 40 let byla postavena další z dříví farního lesa a až teprve v roce 1882 byla vysvěcena škola nová. Měla pět tříd a bylo do ní toho roku zapsáno 448 dětí. Začátkem 20. století už jsou třídy čtyři a dětí kolem 150.

## Obecní správa
V letech 1868–1903 k obci patřily Malé Výkleky.

## Pamětihodnosti
Stálou dominantou i pro část okolí je kostel sv. Jiří, ležící na úbočí vyvýšeniny zvané Sušina, písemně doložený od roku 1366, a ojediněle otevřená dřevěná zvonice stojící ve stínu mohutné památné lípy. Dalším památným stromem je rozložitá hrušeň majestátně stojící v poli směrem k Malým Výklekům. Nachází se zde i socha svatého Jana Nepomuckého z roku 1766.